# New England Highway

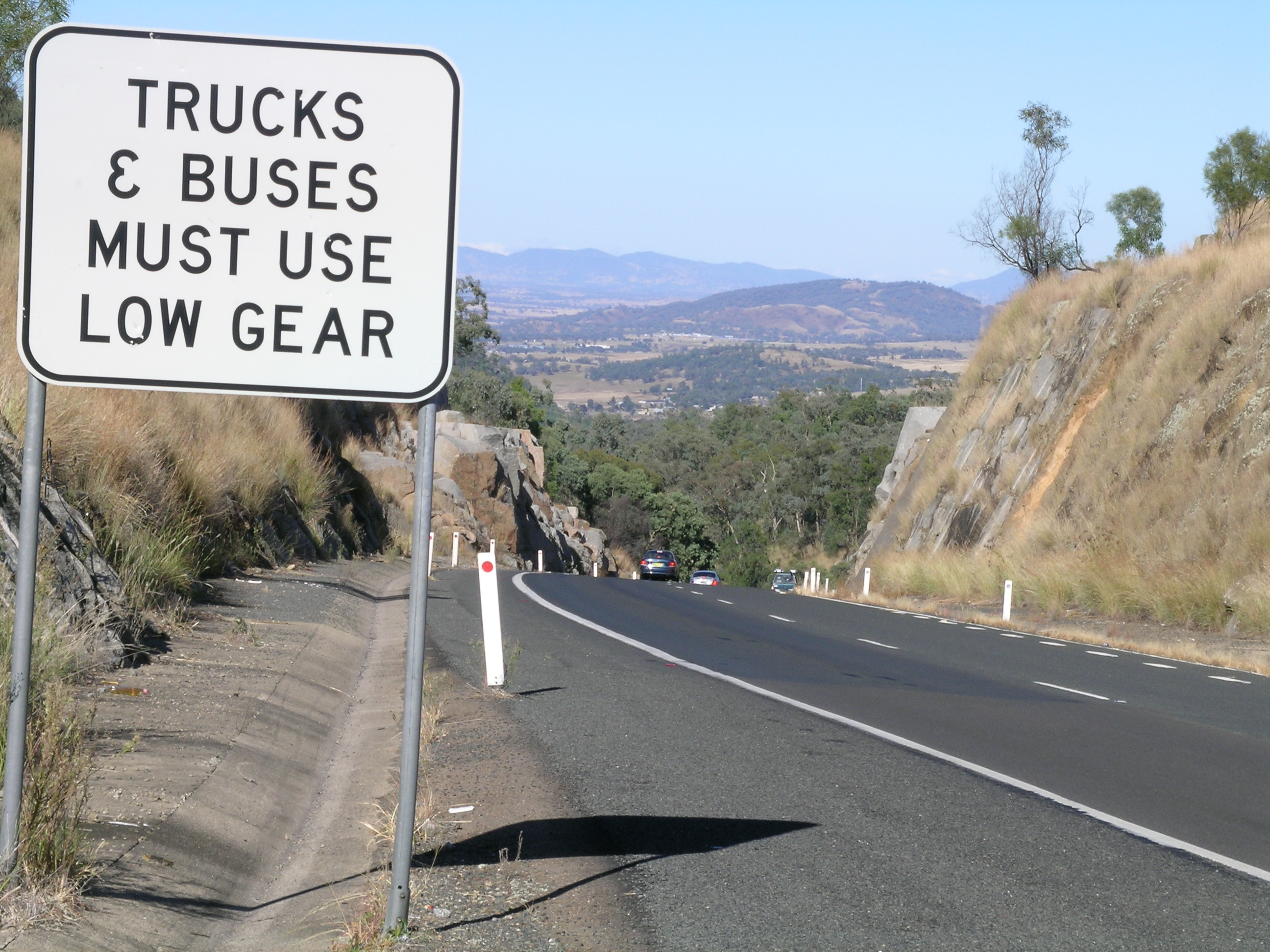
La New England Highway dans la chaîne Moonbi.

La New England Highway est un axe routier fédéral de 907 km de long, orienté nord-sud et situé pour sa plus grande part en Nouvelle-Galles du Sud et pour une petite part au Queensland en Australie.

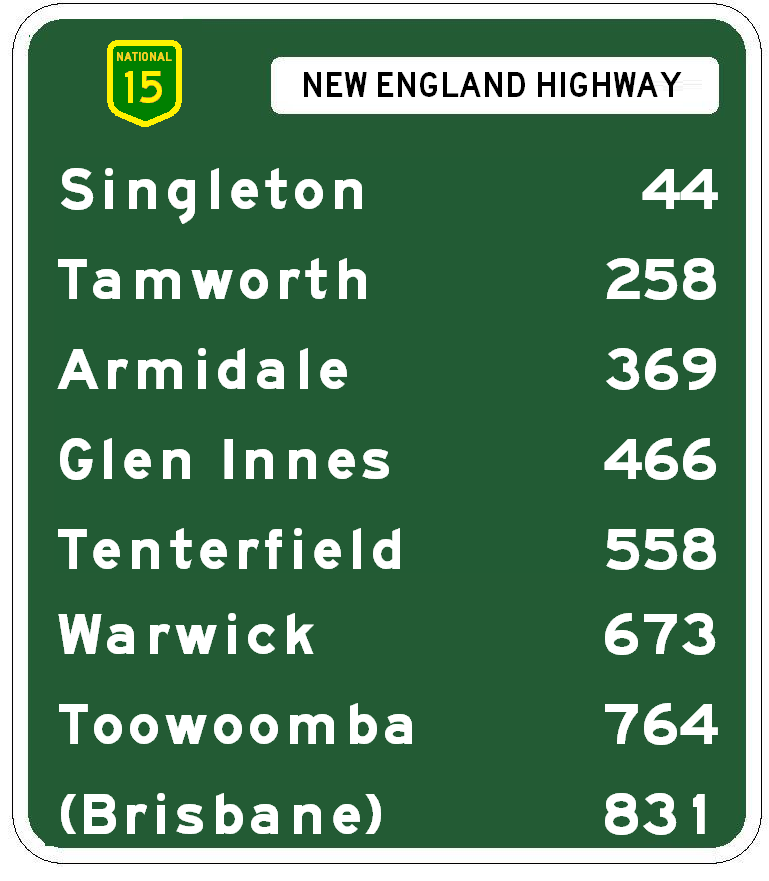
distance entre les grandes villes de la New England Highway.

Il traverse la vallée Hunter, la Nouvelle-Angleterre et les Darling Downs et est un axe routier permettant de relier Sydney à Brisbane, constituant une alternative à la Pacific Highway.
Il nait de la Pacific Highway à Hexham, 12 km à l'ouest de Newcastle, traverse les villes de Maitland, Greta, Branxton, Singleton, Muswellbrook, Aberdeen, Scone, Murrurundi, Tamworth, Bendemeer, Uralla, Armidale, Guyra, Glen Innes et Tenterfield en Nouvelle-Galles du Sud puis Stanthorpe, Warwick, Toowoomba, Hampton et Yarraman au Queensland.
De Warwick à Toowoomba, la route est commune avec la Cunningham Highway qui relie Brisbane à Goondiwindi. 
Elle s'achève à Yarraman où elle rejoint la d'Aguilar Highway.